# Campeonato Neerlandés de Fútbol 1913-14
El Campeonato Neerlandés de Fútbol 1913/14 fue la 26.ª edición del campeonato de fútbol de los Países Bajos. Participaron 24 equipos divididos en tres divisiones. El campeón nacional fue determinado por un grupo final formado con los ganadores de las divisiones de fútbol del este, sur y oeste. HVV Den Haag ganó el campeonato de este año superando al Vitesse y Willem II.

## Nuevos participantes
Eerste Klasse Este:
- Robur et Velocitas

Eerste Klasse Sur: (nueva división)
- MVV Maastricht
- VVV Venlo
- Willem II
- Bredania/'t Zesde (volviendo después de dos temporadas de ausencia, después de haber jugado en la división oeste)
- RKVV Wilhelmina (trasladado desde la división este)
- CVV Velocitas (trasladado desde la división oeste)

Eerste Klasse Oeste:
- UVV Utrecht

## Divisiones

### Eerste Klasse Este
| Pos | Equipo             | PJ | PG | PE | PP | GF | GC | Pts | DG  | Notas                                     |
| --- | ------------------ | -- | -- | -- | -- | -- | -- | --- | --- | ----------------------------------------- |
| 1   | Vitesse            | 14 | 11 | 0  | 3  | 43 | 12 | 22  | +31 | Clasificado al grupo final por el título. |
| 2   | HVV Tubantia       | 14 | 8  | 3  | 3  | 43 | 23 | 19  | +20 |                                           |
| 3   | Koninklijke UD     | 14 | 7  | 2  | 5  | 27 | 24 | 16  | +3  |                                           |
| 4   | Quick Nijmegen     | 14 | 6  | 2  | 6  | 31 | 20 | 14  | +9  |                                           |
| 5   | Go Ahead           | 14 | 5  | 4  | 5  | 22 | 30 | 14  | -8  |                                           |
| 6   | GVC Wageningen     | 14 | 5  | 3  | 6  | 22 | 35 | 13  | -13 |                                           |
| 7   | Robur et Velocitas | 14 | 4  | 3  | 7  | 23 | 35 | 11  | -12 |                                           |
| 8   | EFC PW 1885        | 14 | 1  | 1  | 12 | 10 | 42 | 3   | -32 | No participa en la próxima temporada.     |

### Eerste Klasse Sur
Los equipos que participan en la Eerste Klasse Sur no jugarán la próxima temporada debido a la Primera Guerra Mundial. La liga se reanudará una temporada más tarde .
| Pos | Equipo            | PJ | PG | PE | PP | GF | GC | Pts | DG  | Notas                                     |
| --- | ----------------- | -- | -- | -- | -- | -- | -- | --- | --- | ----------------------------------------- |
| 1   | Willem II         | 10 | 6  | 3  | 1  | 35 | 10 | 15  | +25 | Clasificado al grupo final por el título. |
| 2   | CVV Velocitas     | 10 | 7  | 1  | 2  | 30 | 11 | 15  | +19 |                                           |
| 3   | MVV Maastricht    | 10 | 4  | 3  | 3  | 16 | 18 | 11  | -2  |                                           |
| 4   | Bredania/'t Zesde | 10 | 4  | 2  | 4  | 15 | 18 | 10  | -3  | No participa en la temporada 1915/16.     |
| 5   | RKVV Wilhelmina   | 10 | 3  | 2  | 5  | 17 | 21 | 8   | -4  |                                           |
| 6   | VVV Venlo         | 10 | 0  | 1  | 9  | 7  | 42 | 1   | -35 |                                           |

PJ = Partidos jugados; PG = Partidos ganados; PE = Partidos empatados; PP = Partidos perdidos; GF = Goles a favor; GC = Goles en contra; Pts = Puntos; DG = Diferencia de goles

### Eerste Klasse Oeste
| Pos | Equipo           | PJ | PG | PE | PP | GF | GC | Pts | DG  | Notas                                     |
| --- | ---------------- | -- | -- | -- | -- | -- | -- | --- | --- | ----------------------------------------- |
| 1   | HVV Den Haag     | 18 | 14 | 2  | 2  | 56 | 32 | 30  | +34 | Clasificado al grupo final por el título. |
| 2   | Sparta Rotterdam | 18 | 8  | 5  | 5  | 30 | 30 | 21  | 0   |                                           |
| 3   | HFC Haarlem      | 18 | 9  | 1  | 8  | 41 | 30 | 19  | +11 |                                           |
| 4   | Koninklijke HFC  | 18 | 7  | 4  | 7  | 40 | 38 | 18  | +2  |                                           |
| 5   | DFC              | 18 | 7  | 3  | 8  | 32 | 30 | 17  | +2  |                                           |
| 6   | UVV Utrecht      | 18 | 8  | 1  | 9  | 24 | 29 | 17  | -5  |                                           |
| 7   | VOC              | 18 | 8  | 0  | 10 | 28 | 32 | 16  | -4  |                                           |
| 8   | HC & CV Quick    | 18 | 6  | 3  | 9  | 32 | 35 | 15  | -3  |                                           |
| 9   | HBS Craeyenhout  | 18 | 5  | 5  | 8  | 31 | 36 | 15  | -5  |                                           |
| 10  | AFC Ajax         | 18 | 5  | 2  | 11 | 22 | 44 | 12  | -22 | No participa en la próxima temporada.     |

PJ = Partidos jugados; PG = Partidos ganados; PE = Partidos empatados; PP = Partidos perdidos; GF = Goles a favor; GC = Goles en contra; Pts = Puntos; DG = Diferencia de goles

### Grupo final por el título
| Pos | Equipo       | PJ | PG | PE | PP | GF | GC | Pts | DG  |
| --- | ------------ | -- | -- | -- | -- | -- | -- | --- | --- |
| 1   | HVV Den Haag | 4  | 3  | 0  | 1  | 16 | 6  | 6   | +10 |
| 2   | Vitesse      | 4  | 3  | 0  | 1  | 9  | 4  | 6   | +5  |
| 3   | Willem II    | 4  | 0  | 0  | 4  | 2  | 17 | 0   | -15 |

PJ = Partidos jugados; PG = Partidos ganados; PE = Partidos empatados; PP = Partidos perdidos; GF = Goles a favor; GC = Goles en contra; Pts = Puntos; DG = Diferencia de goles
|                                  |
| Campeón HVV Den Haag 10.° título |